# Пиштек, Теодор (старший)
Теодор Пиштек (чеш. Theodor Pištěk; 13 июня 1895, Прага, Австро-Венгрия — 5 августа 1960, Прага, ЧССР) — чешский и чехословацкий актёр театра и кино. Заслуженный деятель искусств Чехословацкой Республики (1955).

## Биография
Родился в семье театрального актёра, владельца Народного театра на Краловских Виноградах и первого директора с момента основания Национального театра в Брно. В браке с актрисой Маней Женишковой родился сын художник Теодор Пиштек.
Дед Мани — чешский художник Франтишек Женишек.
Изучал медицину, учёбу прервала Первая мировая война. После смерти отца в 1918—1919 годах стал владельцем его театра. Позже он служил в нескольких пражских театрах.
Снялся с 1920 по 1959 год в 325 чешских, австрийских и немецких фильмах.

## Избранная фильмография
- 1959 Принцесса с золотой звездой
- 1957 Отправление 13:30
- 1955 Ангел в горах
- 1952 Сплавщики
- 1950 Это было в мае
- 1950 Тьма
- 1950 Веселая дуэль
- 1949 Убежище браконьера
- 1941 Отель «Modrá hvězda»
- 1941 Начальник станции
- 1941 С чешских мельниц
- 1940 Барон в пыли
- 1940 Катакомбы
- 1940 Последний Подскалак
- 1940 Майская сказка
- 1940 Он был чешским музыкантом
- 1939 Счастье Лизы
- 1939 Пани Моралка гуляет по городу.
- 1938 Гильдия девушек Кутна Горы
- 1938 Духачек устраивает
- 1938 Девушка или мальчик?
- 1938 Идеал седьмого
- 1938 Одиннадцать Клапзубов
- 1938 Под одной крышей
- 1938 Кукла
- 1938 Славка, не сдавайся!
- 1938 Школа — основа жизни
- 1938 Проблемы Вандины
- 1938 Вторая молодость
- 1937 Профессор Ярчина
- 1937 Карьера матери Лизалки
- 1937 Полет Лизы в небо
- 1937 Три яйца в стакане
- 1936 Сектантка
- 1936 Швея
- 1936 Ирландский романс
- 1935 Одиннадцатая заповедь
- 1935 Один на миллион
- 1935 Мама-студентка
- 1935 Браки Нанинки Куличовой
- 1934 Анита в раю
- 1934 Пока у тебя есть мать
- 1934 Эй, рупии!
- 1934 Героический капитан Коркоран
- 1934 Мать Крачмерка
- 1934 Не сердите своего дедушку
- 1933 Ревизор — судья Ляпкин-Тяпкин
- 1932 Антон Шпелец, снайпер
- 1932 Фунебрак
- 1932 Учитель Идеал
- 1932 Лёличек на службе у Шерлока Холмса
- 1931 Мужчины в офсайде
- 1931 Он и его сестра
- 1930 Императорский и королевский фельдмаршал
- 1926 Пантата Безоушек
- 1926 Верблюд через игольное ушко
- 1923 Этот камень, или Как любовь может быть вознесена в одно мгновение
- 1921 Яношик